# Visions de l'au-delà
Visions de l'au-delà est le titre forgé d'un cycle de quatre panneaux peints à l'huile par Jérôme Bosch au début du XVIe siècle et conservés aux galeries de l'Académie de Venise.

## Description
Chacun des panneaux mesure environ 89 cm de haut et 40 cm de large. Les scènes ornant leurs faces ont été peintes avec virtuosité, presque sans dessin sous-jacent, sur un fond noir, ce qui est inhabituel chez Bosch. Avec le temps et l'usure de la matière picturale, les couches supérieures ont eu tendance à s'estomper par rapport au fond, ce qui a altéré la lisibilité de l'ensemble. Le revers de chaque panneau est traité en faux marbre de couleur.
Le cycle est constitué de deux paires de panneaux, dont l'une représente le chemin vers le paradis et l'autre le chemin vers l'enfer.
Dans les deux panneaux du premier groupe, le regard de la plupart des personnages est dirigé vers le haut, ce qui accentue l'idée d'une ascension céleste. Le panneau du Paradis montre des anges menant les âmes élues dans un paysage verdoyant évoquant l’Éden perdu. Le panneau de la Montée des bienheureux vers l'empyrée montre des anges volant à travers les nues pour porter les justes vers le séjour divin, figuré sous la forme originale d'un tunnel dont on entrevoit l'extrémité lumineuse. Ce détail est la partie la plus célèbre du cycle, non seulement pour son iconographie, qui a suggéré à certains auteurs que Bosch aurait représenté une expérience de mort imminente, mais aussi pour sa qualité technique. Peint alla prima avec une peinture presque blanche à base de céruse, l'ange accueillant les bienheureux au bout du tunnel est à peine perceptible, soulignant ainsi l'impression d’éblouissement provoquée par le contraste entre cette zone de lumière et le fond noir de la partie supérieure du tableau.

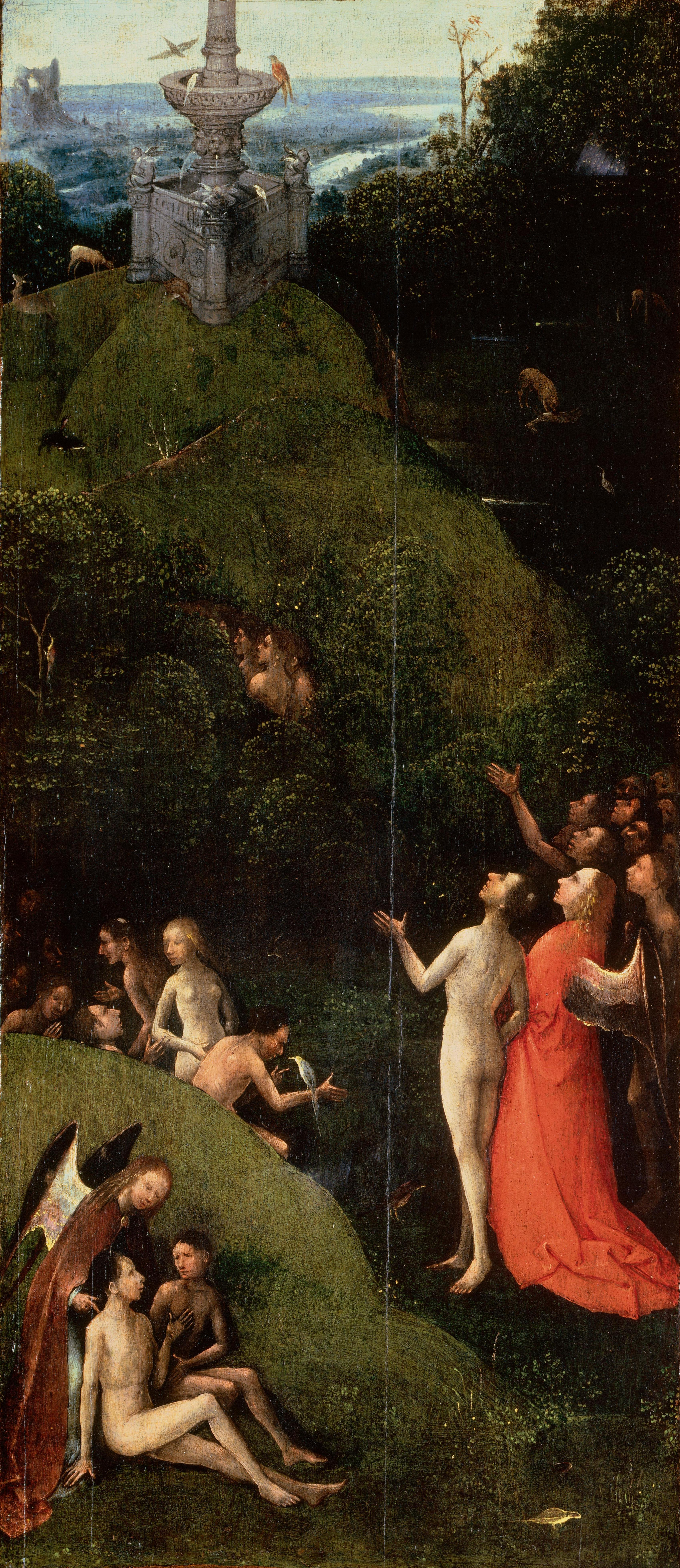
Le Paradis.
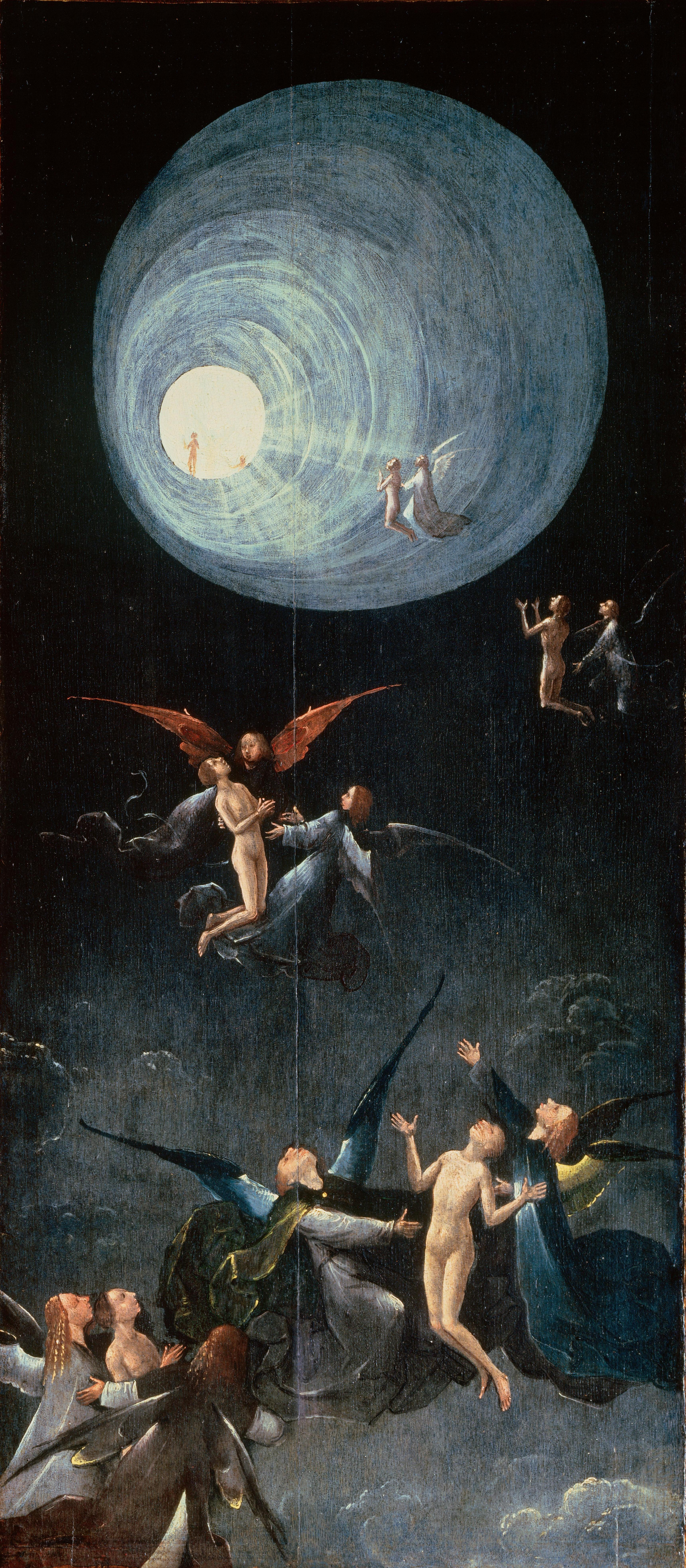
Montée des bienheureux vers l'empyrée.

Le second groupe, consacré au chemin vers l'enfer, s'organise comme le premier, mais selon un mouvement inverse. Dans La Chute des damnés, figurant un ciel orageux, les pécheurs sont précipités par des démons agiles vers les profondeurs représentées sur le dernier panneau, La Rivière vers l'enfer, où les damnés sont tourmentés et torturés par des démons.

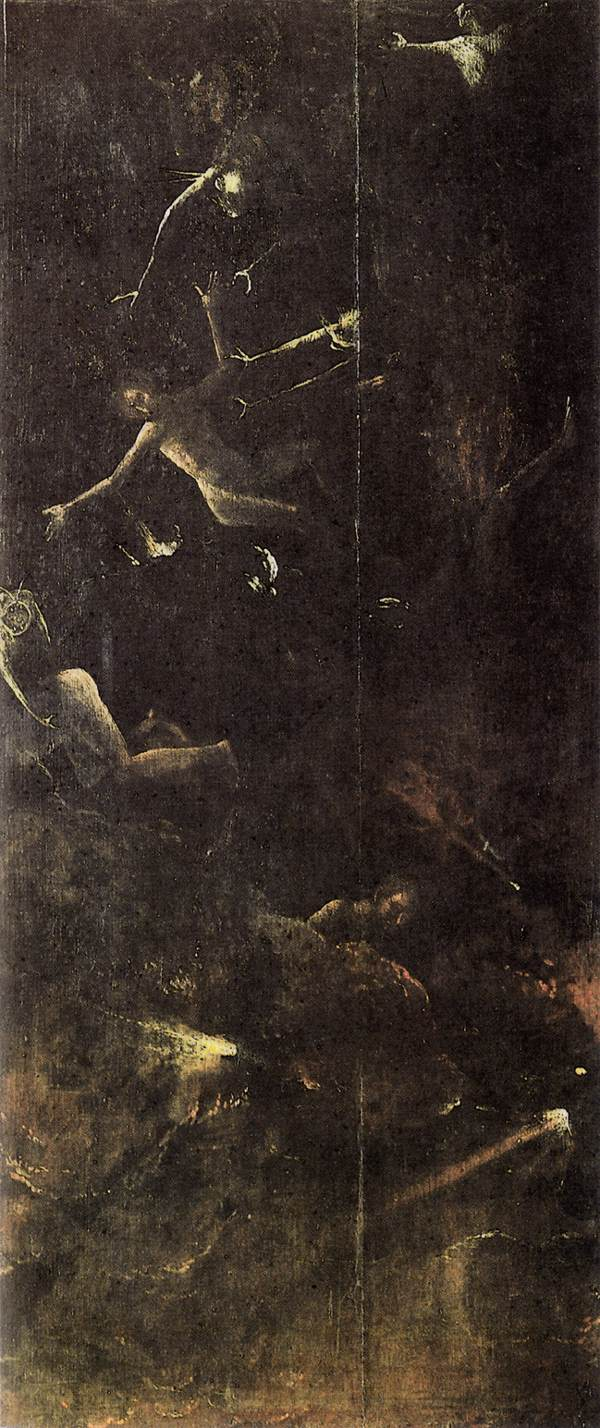
La Chute des damnés.
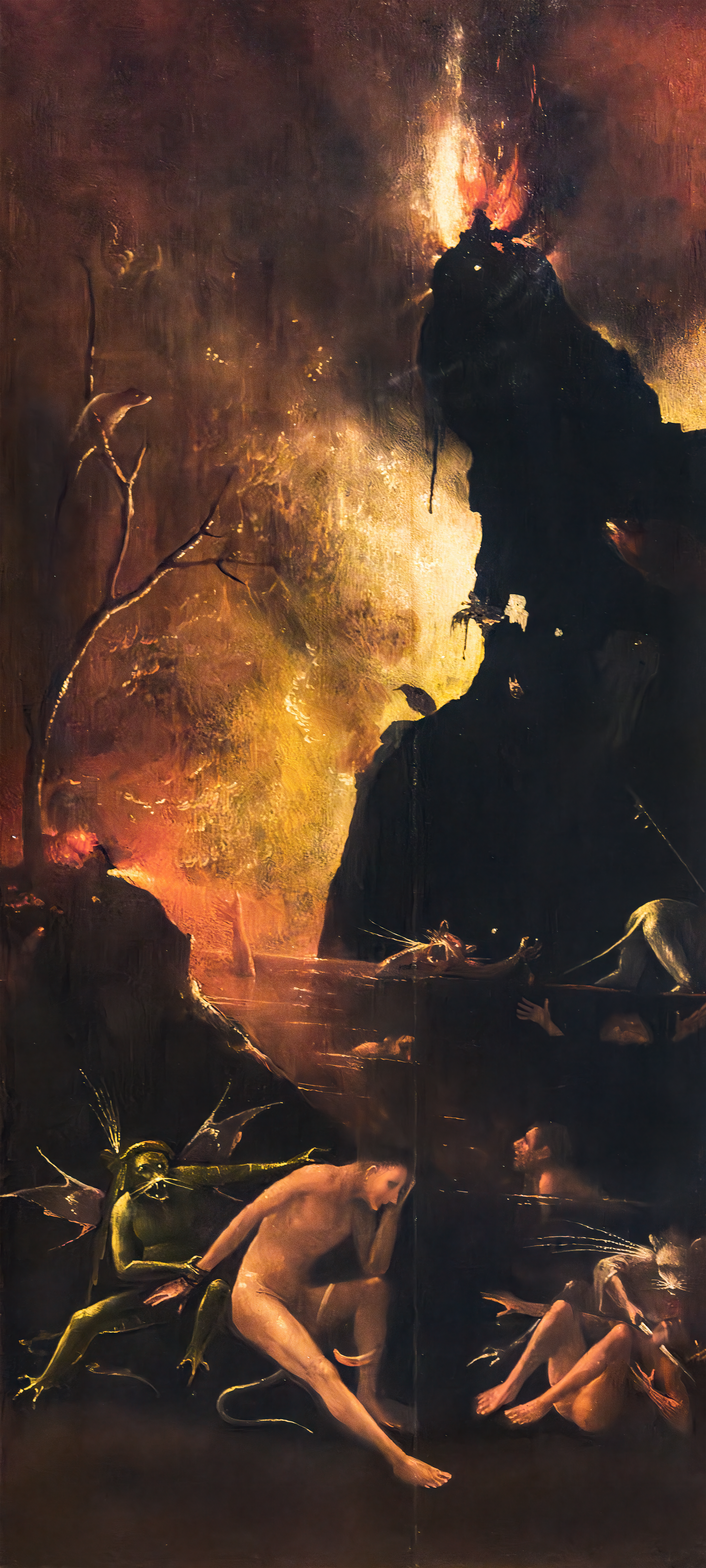
La Rivière vers l'Enfer.

## Historique
Une analyse dendrochronologique a démontré que les panneaux, taillés après 1473, ont pu être peints dès les années 1480, mais des comparaisons iconographiques et techniques avec d'autres œuvres de Bosch plaident plutôt en faveur d'une réalisation assez tardive, entre 1505 et 1515.
À l'origine, les panneaux ont pu constituer les volets latéraux d'un retable représentant le Jugement dernier, avec les scènes paradisiaques à gauche et les scènes infernales à droite. L'iconographie rappelle en effet celle des volets de plusieurs triptyques flamands du Jugement dernier. On peut notamment citer une œuvre de Vrancke van der Stockt peinte vers 1460 (musée d'Histoire de Valence), ou les deux panneaux restants d'un triptyque réalisé par Dirk Bouts vers 1468-1470 pour l'hôtel de ville de Louvain (palais des beaux-arts de Lille).

Tableaux de Dirk Bouts
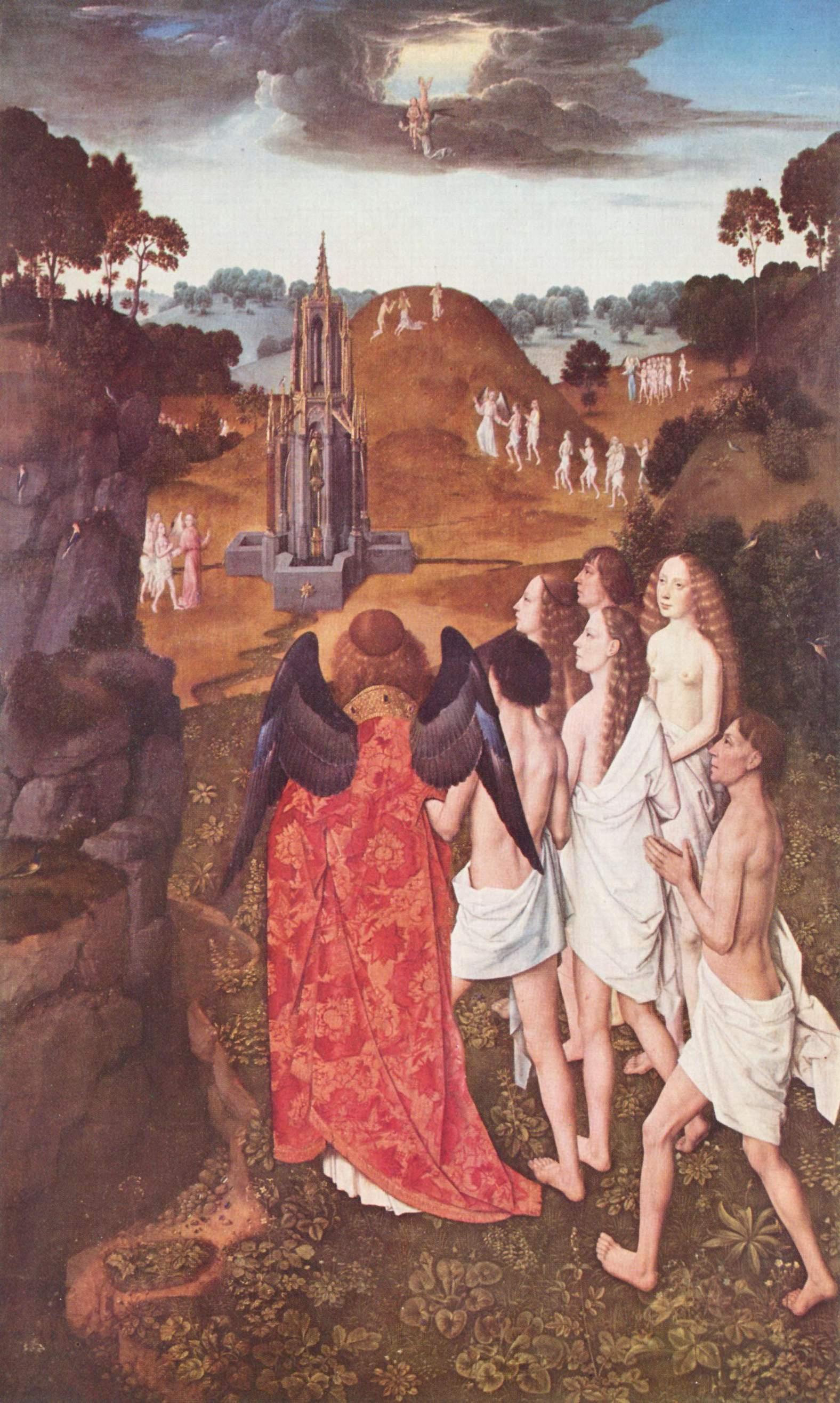
L'Ascension des élus, vers 1468-1470.
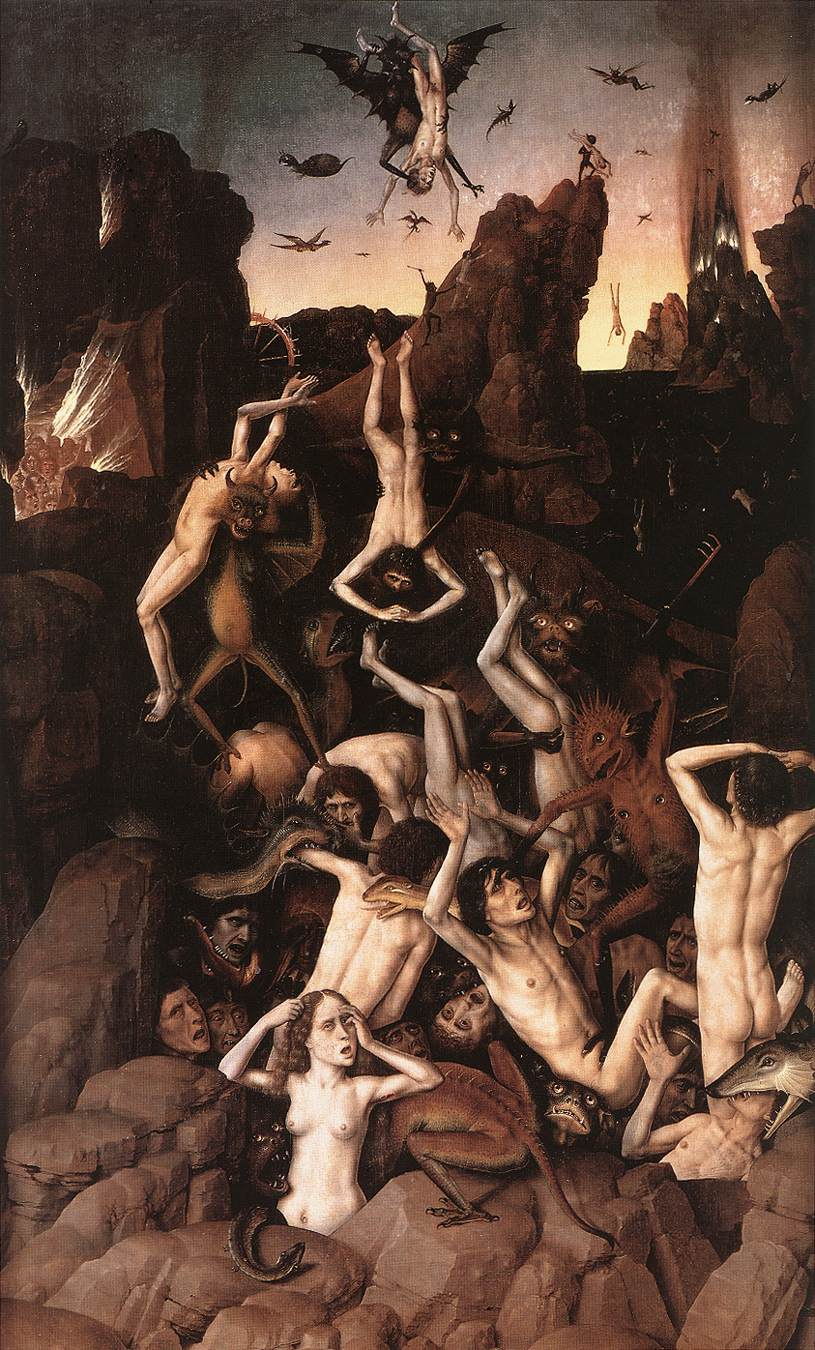
La Chute des damnés, vers 1468-1470.

En 1523, les quatre panneaux de Bosch sont légués à la république de Venise par le cardinal Domenico Grimani, qui possédait également deux autres œuvres du maître, le triptyque des ermites et celui de sainte Wilgeforte. À moins d'en avoir lui-même été le commanditaire, le cardinal les avait peut-être acquises entre 1516 et 1521 auprès d'un marchand anversois établi à Venise, Daniel van Bomberghen.
Dès avant 1664, ces différents panneaux sont accrochés au Palais des doges. Au début du XXIe siècle, les triptyques rejoignent les cimaises des Gallerie dell'Accademia de Venise.